# Delta (razzo)

Famiglia di razzi Delta.

La famiglia di razzi vettori statunitensi Delta (costruita dalla Boeing) entrò in servizio nell'ottobre del 1962 con il lancio del Delta I, evoluzione del Thor-Delta. Quando la NASA iniziò a lavorare al programma Space Shuttle pensò di liberarsi di tutti i vettori spaziali non riutilizzabili, ma dopo il fallimento del Challenger nel 1986 tutti i progetti vennero ripresi. Nel 1989 venne realizzato il nuovo modello del razzo Delta, il Delta II, progettato per lanciare satelliti che compongono il sistema GPS. Successivamente gli Stati Uniti ebbero la necessità di lanciatori più grandi per i satelliti spia e nel 1998 venne approntato il Delta III e nel 2001 il Delta IV.

## Famiglia di razzi
- Delta I: il primo, entrato in servizio nel 1962 come evoluzione del Thor-Delta, realizzato nel 1960 a partire da un missile balistico. Le diverse versioni vennero indicate fino al 1972 con una lettera dell'alfabeto (dalla A alla N) e in seguito con un numero a quattro cifre (da 1000 a 5000). Rimase in servizio fino al 1989.
- Delta II: entrato in servizio nel 1989 per sostituire il vetusto Delta I, il Delta II è stato un dei razzi più affidabili per la NASA. Vennero realizzate diverse versioni, la 6000 e la 7000, con il nuovo 7925 o 7925-Heavy. Rimase in servizio fino al 2018.
- Delta III: prodotto nel 1998, l'enorme razzo offriva il doppio della capacità rispetto al suo predecessore, ma ebbe vita breve. Fu ritirato nel 2000 dopo appena 3 lanci.
- Delta IV: pronto nel 2001, questo gigantesco razzo, che superava i 70 metri di altezza, poteva collocare satelliti artificiali del peso di 15 tonnellate in orbita geostazionaria. Disponibile in diverse configurazioni e rivelatosi molto affidabile, rimase in servizio fino al 2024.